# Дота
Defense of the Ancients (DotA) е карта за компютърната игра WarCraft III. Базирана е на картата Aeon of Strife (Век на борба) за StarCraft. Целта в играта е, управлявайки герой и с помощта на герои управлявани от други играчи, както и крийпове (creeps), управлявани от изкуствен интелект, да се унищожи главната сграда на противниковата фракция. Първоначално играта е издадена за WarCraft III:Reign of Chaos, но по-късно приспособена за допълнението му, Warcraft III: The Frozen Throne. Чрез качествена поддръжка, постоянно балансиране и добавяне на нови елементи, както и благодарение на доста сплотена фен-общност, тази модификация се превръща бързо в най-популярната фен-карта за WarCraft III и си спечелва място на доста престижни турнири.

## Концепцията
Основната концепция на играта е следната: двете враждуващи фракции (Стражите (Sentinel) и Напастта (Scourge)) са разположени в противоположните краища на картата. Двете бази на фракциите се свързват чрез три коридора, на всеки от които има по шест защитни кули (по три за всяка фракция), две казарми (по една за всяка фракция), произвеждащи ръкопашни единици и две казарми (по една за всяка фракция) произвеждащи далекобойни единици. Казармите могат да бъдат атакувани само когато всички защитни кули на дадена фракция в този коридор са били разрушени. Разрушаването на казарма води до производството на по-силни крийпове (Супер крийпове или Super creeps) от противоположната казарма в същия коридор. Разрушаването на всички казарми на дадена фракция води до производството на още по-силни крийпове (Мега крийпове или Mega creeps) от противоположната фракция. Играта се играе от един до десет души, всеки от които командва по един герой. Подобно на героите в ролевите игри, героите в ДотА могат да получават опит, развиват умения, печелят пари убивайки крийпове, убивайки герои, кули и да купуват различни предмети. Когато такъв герои бъде убит, той носи пари (обикновен около 5 – 7 пъти повече отколкото крийп) на убиеца си, губи известно количество пари и трябва да изчака полагащото му се време докато се съживи и може да продължи битката. Герои с много последователни убийства получават специален статус и носят повече пари ако бъдат убити. В базата на всяка фракция има по девет магазина продаващи различни предмети и рецепти за по-силни предмети, лечебна сграда, която нанася много щети на вражеските единици, влезли в обсега ѝ на атака и главна сграда (Световното дърво за Пазителите и Ледения трон за Напастта), пазена от две защитни кули. Разрушаването на тази главна сграда води до победа на отбора-разрушител.

### Герои
В последната версия на DotA, DotA: All Stars v6.74, има 108 героя, c които може да се играе (57 от Sentinel и 51 от Scourge). Те са разделени според главния си атрибут: Сила (Strength), Бързина (Agility) и Интелект (Intelligence). Условно Strength героите биха могли да бъдат определени като издръжливи, но нанасящи средна щета, Agility героите като крехки, но бързи и нанасящи много щета за единица време (damage per second или още dps) и Intelligence героите като крехки, нанасящи малки щети с обикновена атака, но разполагащи със смъртоносни магии. Когато герой си купи предмет увеличаващ основния му атрибут, освен стандартните бонуси за този атрибут ще получи и допълнително щета към атаката.
- Всяка точка Strength носи +19 точки живот и увеличава скоростта на регенерация на живота.
- Всеки 7 точки Agility носят +1 броня за героя и всяка точка носи +1 скорост на атаката.
- Всяка точка Intelligence носи +13 точки мана (необходима за използване на повечето магии) и увеличава скоростта на регенерация на маната.

Героите разполагат с четири разнообразни умения. Първите три имат четири нива на усъвършенстване, които стават достъпни на нечетно ниво на героя и при условие, че са усвоени предишните нива. Тоест:
- Първо ниво на умението е достъпно за първо ниво герой.
- Второ ниво на умението е достъпно за трето ниво герой.
- Трето ниво на умението е достъпно за пето ниво герой.
- Четвърто ниво на умението е достъпно за седмо ниво герой.

На всяко ниво героят може да научава или усъвършенства само едно умение. Последното, четвърто, умение е често наричано ултимативно (Ultimate) и обикновено е значително по-силно от другите умения и може да бъде усъвършенствано три пъти (Първи път на шесто ниво герой, втори на 11-о и трети на 16-о). Освен тези умения като героя вдигне ниво може да избере attribute bonus, който вдига и трите му атрибута с по две точки.

### Крийпове
Крийповете в играта се разделят на три вида. Първият вид принадлежат към някоя от фракциите. Те се отличават с това, че се движат единствено по коридорът, в който са се родили, раждат се на групички и са основен помощник в борбата срещу противника. Вторият вид са, така наречените, неутрални крийпове. Те стоят на едно място и стават агресивни, когато бъдат нападнати или приближени много. В случай, че се сбият с герой и той започне да се отдалечава, те ще го гонят известно време и когато се отдалечат на известно разстояние от мястото си, ще се откажат от гонитбата и ще се върнат. Когато цялата групичка неутрални крийпове на дадено място бъде убита, след време се ражда нова групичка. Третият вид се състои от един-единствен главен крийп – Рошан (Roshan). Той е значително по-силен от другите крийпове и в повечето случаи са необходими няколко героя за да бъде убит. За разлика от другите крийпове, когато Рошан умре, всички членове на отбора, убил го получават пари (при другите крийпове само играчът-убиец получава пари). Когато Рошан бъде убит, освен пари той пуска на земята предмет (Aegis of the Immortal), който може да бъде взет от всеки герой. Този предмет позволява на играча, който го притежава да се съживи без да губи пари и без убиецът му да получи пари. Десет минути след смъртта си, Рошан се съживява по-силен от преди докато не бъде убит четири пъти. След като бъде убит за четвърти път Рошан няма да се съживи. Освен Aegis, третият и четвъртият Рошан пускат на земята Сирене (Cheese), което може да бъде използвано за излекуването на 2500 точки живот и 1000 мана.

## Начин на игра
Необходимо е инсталирането на Warcraft III:The Frozen Throne с пач 1.26а. Картата може да се свали от официалния сайт. След това има три възможности.
- Battle.net е официалната мултиплейър зона на Близард. За да играете ДотА, трябва да изберете Custom game и там ще намерите списък с игри, в който има всякакви игри, голяма част, от които са ДотА. Тъй като ДотА не е официална карта, обаче, Близард не поддържат Ladder (списък с играчи подредени по натрупан опит) и по тази причина няма никаква гаранция колко добре ще се справят хората, с които играете и дали няма да излязат по средата на играта.
- Garena \новото име на стария GG Client\ (от Good Game – добра игра на английски, традиционен поздрав сред геймърите) е софтуер емулиращ локална мрежа. Разделен е на Стаи със специфично предназначение, като голяма част от тях са посветени именно на ДотА. За разлика от Battle.net, GG клиента позволява на потребителите да трупат точки опит и да качват нива независимо от картата, на която играят. Макар че в обикновените стаи съществува проблема на Battle.net – играчите напускащи мрежата или играещи слабо се наричат lamers и noobs, има специални стаи, в които има минимално изискване за нивото на потребителите. Тези стаи са означени като High level room. В тях повечето играчи са доста добри, а излизащите се наказват с бан (забрана за влизане в стаята за период от време, който се определя от вредата нанесена при излизането на играча).
- TDA игрите (от Team DotA Allstars – отбор ДотА Allstars) са изключително за активни членове на форумите на ДотА Allstars. В тях могат да играят само потребители, които са safelisted или добавени в списъка с безопасни (такива, които не излизат, не играят слабо, не се държат грубо). TDA поддържа постоянно обновяващ се banlist (списък с потребители, на които е забранено да играят в тези игри). Въпреки че системата е ефективна, тя не е безгрешна. За повече информация относно получаването на safelisted статус, посетете официалния сайт на играта Архив на оригинала от 2013-06-01 в Wayback Machine.

## Развитие
Първоначалният създател на ДотА е имал за псевдоним „Eul“. След разширението на играта The Frozen Throne Eul не подновявя картата, което спира развитието на ДотА до отварянето на кода ѝ. Появяват се многобройни вариации на картата, но технически Allstars става стандартния вариант. Основана на оригиналната карта, Allstars бива разработена от Guinsoo до 6.х, когато щафетата поема IceFrog.

## Просто карта
Контрастът между хилядите модифицирани карти за Warcraft3 и Дота не може да убегне от окото и на не толкова опитния геймър. Дота може да се похвали с баланс, разнообразие и креативност с което могат само оригиналните стратегии на Blizzard. Това не остава незабелязано и от самата компания Blizzard, която поставя Дота в залата на славата редом с 6 други карти. Милионите фенове на играта я превръщат в една от дисциплините на Световните Кибер Игри в Малайзия и Сингапур през 2005, 2006, както и още на Cyberathlete Amateur League, и CyberEvolution league.
Като лавина, Дота се разпростира по целия свят, и като че ли се спира във Филипините, където става най-играната игра измествайки Counter-Strike от първото място. Популярността ѝ в северна Европа вдъхновява изпълнителят Басхънтър да напише песен за нея – „Vi sitter i Ventrilo och spelar DotA“ (Стоим във Вентрило и играем Дота).
Фенове създават също така и красивият екран при зареждането.